# RD-107
Pour les articles homonymes, voir RD107.

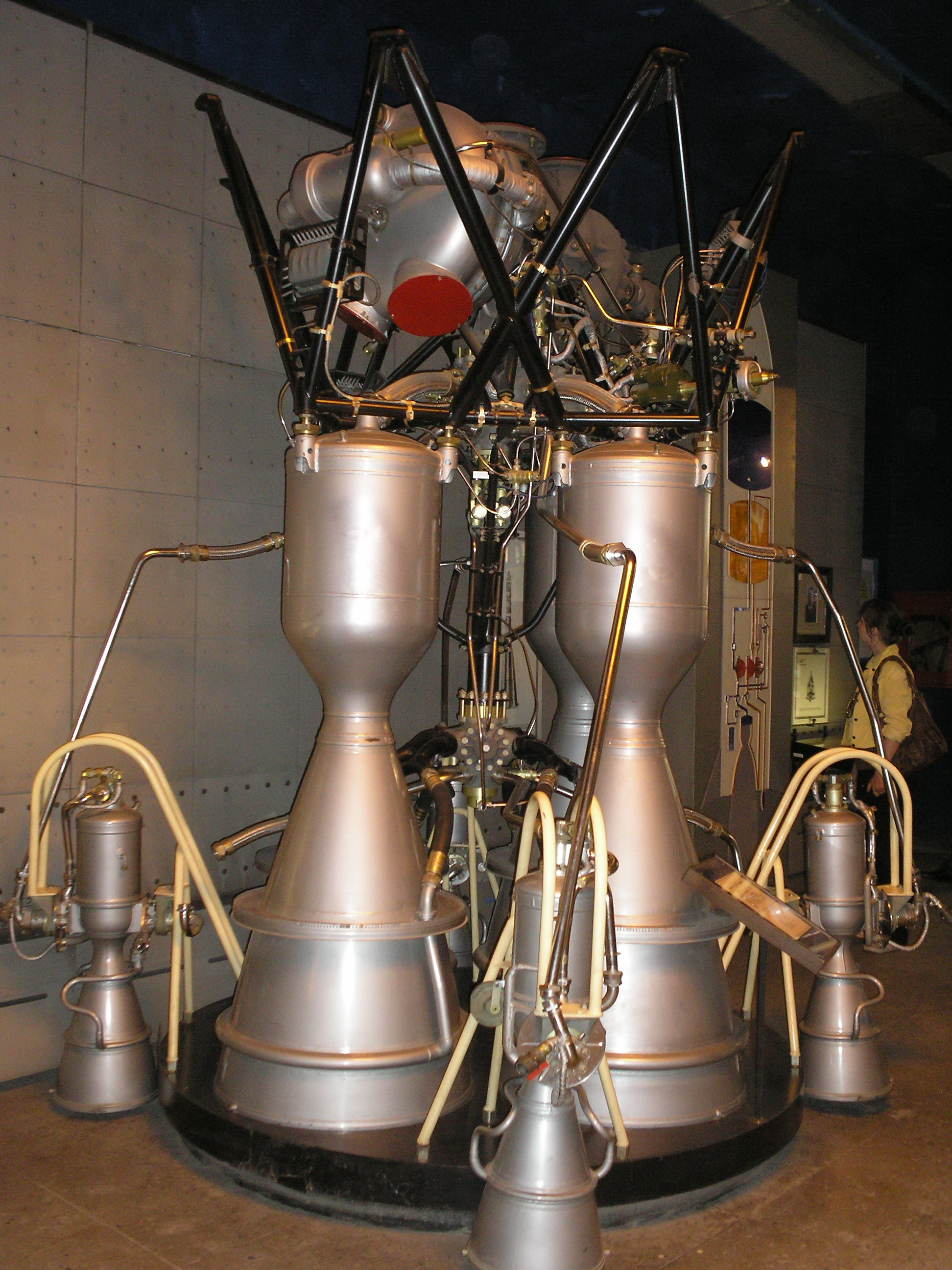
Le moteur RD-108

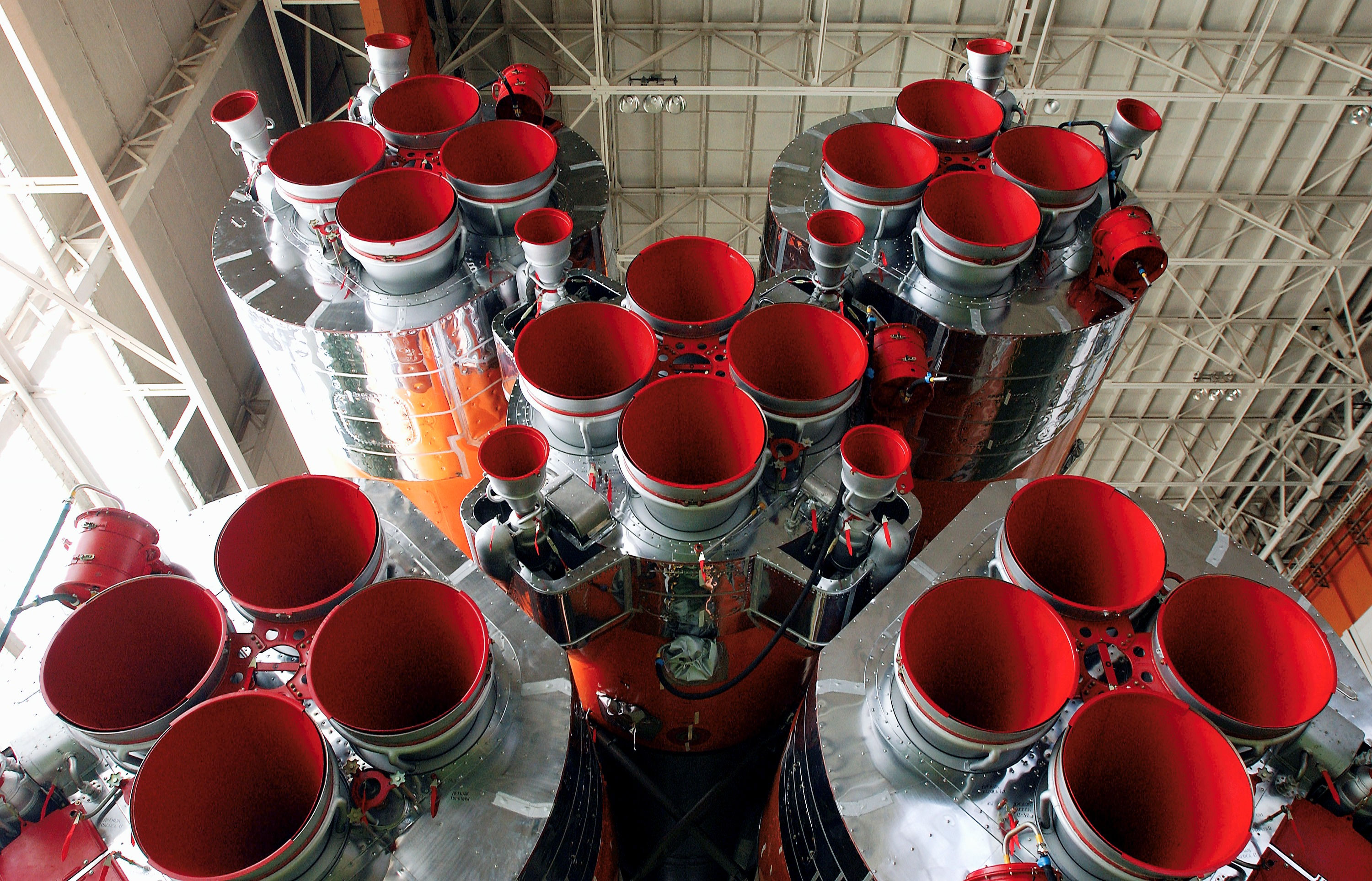
Disposition des moteurs RD-107 et RD-108 sur le lanceur Soyouz

Le RD-107 (russe Реактйвный двигатель, Reaktiwny Dwigatel) est un moteur-fusée à propergol liquide russe utilisé à l'origine sur les missiles balistiques intercontinaux soviétiques R-7 Semyorka. Il est par la suite mis en œuvre sur le lanceurs développé à partir du missile R-7. Une version moderne, baptisée RD-117, est toujours utilisé en 2018 par les fusées russe  Soyouz-FG. Le RD-108 est une déclinaison du RD-107 avec quatre moteurs verniers. Le constructeur du moteur est JSC Kouznetzov, un établissement situé dans la ville de Samara en Russie.

## Conception
En mai 1946, le dirigeant soviétique Joseph Staline décide de lancer le développement des missiles balistiques. Les outils de production des V2 sont rapatriés sur le territoire de l'Union soviétique. Un  établissement baptisé OKB-456  spécialisé dans la construction de moteurs-fusées à ergols liquides, est créé dans une ancienne usine d'aviation à Khimki, dans la banlieue de Moscou, et Valentin Glouchko devient le responsable de son bureau d'études. L'OKB a pour mission de fabriquer une copie du moteur du missile V2 avec l'aide de spécialistes et de techniciens allemands, qui ont déménagé plus ou moins volontairement d'Allemagne. Au début des années 1950, les ingénieurs soviétiques ont assimilé l'expertise allemande et peuvent désormais développer leur propre moteur. Glouchko conçoit le moteur ED-140 de 7 tonnes de poussée, qui va servir de base à tous ses travaux durant les quinze années suivantes. Pour  le premier missile balistique R-3 conçu par Serguei Korolev (futur père du programme spatial soviétique), Glouchko propose de développer un moteur de 100 tonnes de poussée, dont la chambre de combustion est alimentée par 19 préchambres de combustion dérivées de l'ED-140. Mais les problèmes d'instabilité dans la chambre de combustion conduisent à l'abandon du R-3.
Korolev a décidé de se concentrer sur la conception du missile intercontinental R-7 Semiorka sans passer par la mise au point de missiles à portée intermédiaire. Le développement de ces derniers est désormais confié à un nouveau bureau d'études dédié dirigé par un de ses adjoints Mikhail Yanguel. Pour propulser le R-7, Glouchko choisit de développer une version pratiquement 10 fois plus puissante (65 tonnes de poussée) de l'ED-140. Mais la mise au point du moteur, qui sera baptisé RD 105/RD-106, se heurte de nouveau à des problèmes d'instabilité de combustion. Par ailleurs, la masse de la tête nucléaire transportée par le missile a pris du poids et atteint 5,4 tonnes, ce qui exige l'augmentation des performances prévues du moteur. Le missile doit être opérationnel en 1956. Pour contourner le problème créé par la taille de la chambre de combustion, Glouchko décide de développer le moteur RD-107/RD-108 comportant quatre chambres de combustion et quatre tuyères alimentées par une turbopompe commune. Cette solution toutefois accroit la complexité du missile, qui comporte pas moins de 20 ensembles chambres de combustion/tuyères et 12 moteurs verniers. La fabrication du moteur est réalisée par JSC Kouznetzov.

## Spécifications
Le moteur-fusée brûle un mélange de kérosène de grade T-1 (ou de RG-1, sur certains vols récents) et d'oxygène liquide (LOX). Il dispose de quatre chambres de combustion et quatre tuyères qui partagent un ensemble unique de turbopompes. Le RD-107 développe 98 tonnes de poussée unitaire. 
Les spécifications du RD-107 de la première génération la version 8D74 utilisé dans la fusée R-7 sont,, :
- 794 kN de poussée (80 tonnes[6]) au décollage
- 972 kN de poussée (99 tonnes) dans le vide
- Impulsion spécifique 2,45 kN·s/kg au décollage
- Impulsion spécifique 3,01 kN·s/kg dans le vide
- Pression de chambre 5,88 MPa (852 psi)
- Propergols : LOX / T-1 ou RG-1

Les spécifications du RD-107 de dernière génération, la version 14D22 utilisée notamment à Kourou sont :
- 839 kN de poussée (85 tonnes) au décollage
- 1020 kN de poussée (104 tonnes) dans le vide
- Impulsion spécifique 2,58 kN·s/kg au décollage
- Impulsion spécifique 3,14 kN·s/kg dans le vide
- Pression de chambre 6,01 MPa (871 psi)
- Propergols : LOX / T-1 ou RG-1

## Versions
Le RD-107 a été modifié de nombreuses fois donnant naissance à chaque fois à de nouvelles versions. En 2018, 18 versions existent ou ont existé, les principales versions sont :
- 8D74
- 8D728 (RD-107MM)
- 11D511 (RD-117)
- 14D22 (RD-107A).

De même le RD-108, a suivi les mêmes évolutions et les principales versions sont : 
- 8D75
- 8D727 (RD-108MM)
- 11D512 (RD-118)
- 14D21 (RD-108A)[4].